# レモニス原子力発電所
レモニス原子力発電所はスペインのバスク州ビスカヤ県レモニスに存在する建設途中の原子力発電所。1983年にスペイン原子力向上計画で計画されたが、政府交代後に中止された。電気出力900MWの加圧水型原子炉として計画され、建設は完了したものの、運用されることはなかった。
レモニス原子力発電所に関する紛争は1970年代から1980年代のスペインにおける主な反原子力問題の一つであった。

## 反対運動
この発電所の建設に対して、バスク地方の民族独立を謳うテロ組織のETA（バスク祖国と自由）は強硬に反対していた。1977年12月18日には発電所への最初の攻撃が行われ、ETAの奇襲隊はグアルディア・シビルの駐在所を攻撃した。この攻撃でメンバー中核のDavid Álverez Peñaが負傷し、一ヵ月後に死亡した。1978年3月17日、ETAは発電所の原子炉爆破を計画。爆弾が仕掛けられ2人の労働者が死亡し、さらに2名が負傷した。爆発によって施設は物理的損害を受け、建設作業は停滞した。同年4月25日には、ETAが横田弘駐スペイン大使宛てに脅迫状が送られたことをスペインの産業界筋が明らかにした。
1979年6月3日、国際反核活動日のトゥデラでのデモ中にサン・セバスティアン出身の反核活動家のGladys del Estalがグアルディア・シビル警備隊の銃弾を受けて死亡した。10日後の6月13日、ETAは施設のタービン施設で爆破を行った。爆破によって作業員1人が死亡した。さらに多くの環境活動家や左派活動家によってスペイン・バスクの多くの場所で発電所の閉鎖を求めるデモ活動が行われた。
ETAの活動の過熱は1981年1月29日に頂点に達し、ビルバオで発電所のチーフエンジニアが誘拐された。彼らは施設の解体に数週間与え、さもなくば誘拐したエンジニアを殺すと主張した。その後ビルバオでエンジニア解放を求める大規模デモが行われたものの、猶予期限がすぎたためETAはエンジニアを殺した。これは大きな批判を呼び、ETAに抗議するストライキが行われた。
しかしながら、結果としてエンジニア殺害に発電所側が屈し計画は頓挫した。計画を進めていた発電所所有者のイベルドゥエーロ（現イベルドローラ）はバスク政府が開発継続に対して明確に指示するまで公式に計画を停止している。

## 画像

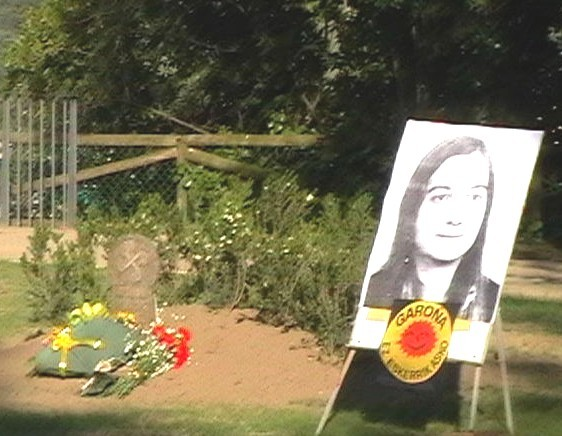
反核デモで死亡した反核活動家のGladys del Estal
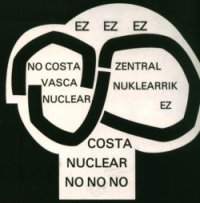
彫刻家チリーダが作ったレモニス原発反対のロゴ

## 註
1. ↑  Lutz Mez, Mycle Schneider and Steve Thomas (Eds.) (2009). International Perspectives of Energy Policy and the Role of Nuclear Power, Multi-Science Publishing Co. Ltd, p. 371.
2. 1 2  スペインの日本大使に脅迫状 原発融資やめよ 読売新聞 1979年4月26日 朝刊3ページ